# Archives et bibliothèque départementales Gaston-Defferre
Les archives et bibliothèque départementales Gaston-Defferre sont un bâtiment construit en 2006 dans le 3e arrondissement de Marseille et abritant les archives départementales et la bibliothèque départementale de prêt des Bouches-du-Rhône.

## Histoire
Les archives départementales des Bouches-du-Rhône étaient précédemment situées rue Saint-Sébastien, dans le 6e arrondissement. Elles étaient alors confrontées, ainsi que la bibliothèque départementale de prêt (BDP), à un problème d'espace trop étroit.
En 2000, le conseil général des Bouches-du-Rhône décide de la construction de nouveaux bâtiments pour abriter les archives et la BDP et met à disposition deux terrains situés dans la zone d'Euroméditerranée : l'emplacement actuel du bâtiment et l'autre, à proximité, situé derrière l'église Saint-Martin d'Arenc. Le conseil général souhaitait alors que les deux bâtiments soient dotés d'une salle de conférence, d’une salle d’exposition et d'un hall d'entrée communs.
Plutôt que deux bâtiments reliés, l'architecte Corinne Vezzoni propose alors la construction d'un édifice unique occupé par les deux services départementaux. C'est la première fois en France que des archives départementales et une bibliothèque départementale de prêt sont regroupés en un seul bâtiment.
L'édifice est inauguré en 2006.

## Bâtiments

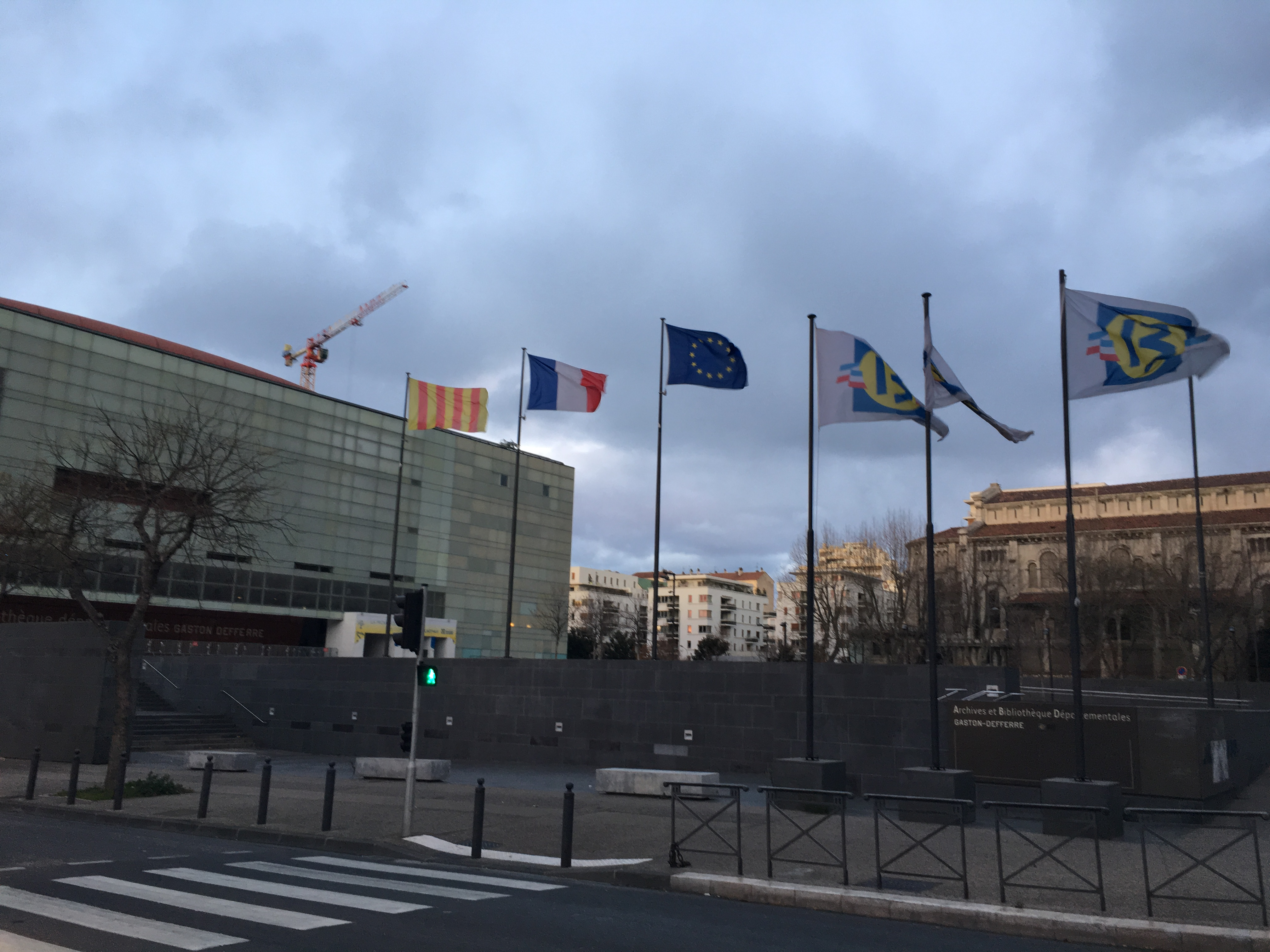
Le bâtiment des Archives et bibliothèque départementales.

Les archives départementales occupent le nord du bâtiment « pour bénéficier d’une lumière constante et ne pas détériorer les documents conservés ». La bibliothèque est située à l'est, face au « jardin de lecture » situé derrière l'église Saint-Martin et ouvert en même temps que le bâtiment.
Les archives couvrent une surface de 28 000 m2 et la bibliothèque 5 400 m2. Le bâtiment abrite également un auditorium, une salle de lecture et un espace d'exposition. 

## Directeurs et directrices
| Portrait                                                                     | Identité                                    | Période | Période | Durée  |
| Portrait                                                                     | Identité                                    | Début   | Fin     | Durée  |
| ---------------------------------------------------------------------------- | ------------------------------------------- | ------- | ------- | ------ |
| Pas de portrait sous licence libre disponible pour Louis Rostand.            | Louis Rostand (d)                           | 1812    | 1828    | 16 ans |
| Pas de portrait sous licence libre disponible pour Joseph César Paul Ricard. | Joseph César Paul Ricard (d)                | 1828    | 1858    | 30 ans |
| Pas de portrait sous licence libre disponible pour Louis Blancard.           | Louis Blancard (1831 - 1902)                | 1858    | 1901    | 43 ans |
| Pas de portrait sous licence libre disponible pour Félix Reynaud.            | Félix Reynaud (d) (1850 - 1950)             | 1901    | 1906    | 5 ans  |
| Pas de portrait sous licence libre disponible pour Raoul Busquet.            | Raoul Busquet (1881 - 1955)                 | 1908    | 1941    | 33 ans |
| Pas de portrait sous licence libre disponible pour Géraud Lavergne.          | Géraud Lavergne (d) (1884 - 1965)           | 1941    | 1943    | 2 ans  |
| Pas de portrait sous licence libre disponible pour André Villard.            | André Villard (d) (1913 - 1973)             | 1944    | 1973    | 29 ans |
| Pas de portrait sous licence libre disponible pour Madeleine Villard.        | Madeleine Villard (d) (1918 - 2018)         | 1973    | 1985    | 12 ans |
| Pas de portrait sous licence libre disponible pour Madeleine Chabrolin.      | Madeleine Chabrolin (d) (née au XXe siècle) | 1986    | 1994    | 8 ans  |
| Pas de portrait sous licence libre disponible pour Arlette Playoust.         | Arlette Playoust (d) (1937 - 2016)          | 1995    | 2003    | 8 ans  |
| Pas de portrait sous licence libre disponible pour François Gasnault.        | François Gasnault (d)                       | 2003    | 2009    | 6 ans  |
| Pas de portrait sous licence libre disponible pour Jacqueline Ursch.         | Jacqueline Ursch (d)                        | 2009    | 2014    | 5 ans  |
| Pas de portrait sous licence libre disponible pour Marie-Claire Pontier.     | Marie-Claire Pontier (d) (née en 1967)      | 2014    |         |        |

## Pour approfondir